# Mauchamps
Mauchamps  [moʃɑ̃] je francouzská obec v departementu Essonne v regionu Île-de-France.

## Poloha
Obec Mauchamps se nachází asi 55 km jihozápadně od Paříže. Obklopují ji obce Boissy-sous-Saint-Yon na severu a na severovýchodě, Chamarande na východě a na jihovýchodě, Étréchy na jihu a na jihozápadě a Saint-Sulpice-de-Favières na západě a na severozápadě.

## Vývoj počtu obyvatel
Počet obyvatel